# Piersztuki
Piersztuki (biał. Пірштукі, Pirsztuki; ros. Пирштуки, Pirsztuki) – wieś na Białorusi, w obwodzie brzeskim, w rejonie lachowickim, w sielsowiecie Żerebkowicze, nad rzeką Wiedźmą. W 2019 roku była niezamieszkana.

## Historia
W XIX i w początkach XX w. położone były w Rosji, w guberni mińskiej, w powiecie nowogródzkim, w gminie Darewo.
W dwudziestoleciu międzywojennym leżały w Polsce, w województwie nowogródzkim, w powiecie baranowickim, w gminie Darewo. W 1921 miejscowość liczyła 204 mieszkańców, zamieszkałych w 39 budynkach, wyłącznie Białorusinów. 184 mieszkańców było wyznania rzymskokatolickiego i 20 prawosławnego.
Po II wojnie światowej w granicach Związku Sowieckiego. Od 1991 w niepodległej Białorusi.

## Ludzie związani z miejscowością
- Balasłau Pirsztuk – białoruski inżynier-elektrociepłownik i polityk; urodzony w Piersztukach